# Монте Маренцо
Монте Маренцо (итал. Monte Marenzo) је насеље у Италији у округу Леко, региону Ломбардија.
Према процени из 2011. у насељу је живело 1650 становника. Насеље се налази на надморској висини од 418 м.

## Становништво
Према резултатима пописа становништва 2011. у општини је живело 1.971 становника.
| 1931. | 1936. | 1951. | 1961. | 1971. | 1981. | 1991. | 2001. | 2011. |
| ----- | ----- | ----- | ----- | ----- | ----- | ----- | ----- | ----- |
| 785   | 742   | 740   | 665   | 935   | 1.197 | 1.496 | 1.958 | 1.971 |